# Hiệp hội Bảo hiểm Việt Nam
Hiệp hội Bảo hiểm Việt Nam là tổ chức xã hội - nghề nghiệp của những người và doanh nghiệp, tổ chức hoạt động trong lĩnh vực thương mại bảo hiểm tại Việt Nam. Hiệp hội dịch tên ra tiếng Anh là Insurance Association of Vietnam, viết tắt là IAV .
Hiệp hội Bảo hiểm được thành lập tại Đại hội thứ I ngày 25/12/1999 tại Hà Nội. Hiệp hội và điều lệ Hiệp hội được Ban Tổ chức Cán bộ Chính phủ nay là Bộ Nội vụ phê duyệt tại Quyết định số 51/1999/QĐ-BTCCBCP ngày 09/7/1999 .
Điều lệ Hiệp hội hiện hành được Bộ Nội vụ phê duyệt tại Quyết định số 1734/QĐ-BNV ngày 11 tháng 11 năm 2015 .
Văn phòng Hiệp hội đặt tại địa chỉ Tầng 5, số 141 Lê Duẩn, quận Hoàn Kiếm, Hà Nội, Việt Nam.